# 佐藤英彦
佐藤 英彦（さとう ひでひこ、1945年4月25日 - ）は、日本の警察官僚。元警察庁長官、弁護士。警察庁顧問。

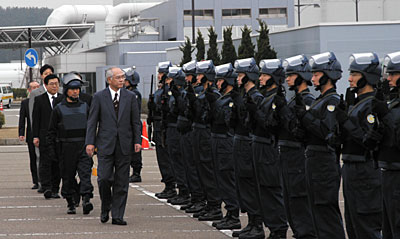
原子力関連施設警戒隊を激励する佐藤

## 人物
北海道函館市出身（本籍地は宮城県）。警察庁長官在職中は、「犯罪の抑止」を戦略目標に掲げ、全国警察の指揮を執ったほか、他方で犯罪の予防・鎮圧をも責務とする警察における捜査を「警察捜査」として「個人の生命、身体及び財産の保護並びに公訴の提起・遂行、の準備その他公共の安全と秩序の維持のため、証拠を発見・収集するほか、犯罪にかかる情報を収集分析するとともに、犯人を制圧し、及び被疑者を発見・確保する活動」と定義づけた。
2004年に退官し警察共済組合理事長に就任。2010年、前田恒彦元検事らによる大阪地検特捜部主任検事証拠改ざん事件を受けて設置された検察の在り方検討会議委員に就任。2015年春の叙勲で旭日中綬章受章。
日本版FBI構想に対して、現行の警察制度を擁護する立場から、否定的なスタンスを取っている。

## 経歴
- 1964年 - 香川県立高松高等学校卒業。
- 1967年 - 国家公務員上級試験（甲・法律）。旧司法試験合格。
- 1968年 - 東京大学法学部第1類（私法コース）卒業[4][2]。
- 警察庁採用（1968年）入庁同期に、平沢勝栄、石川重明、兼元俊徳（内閣情報調査室長）など[5]。
- 警視庁刑事部捜査第二課長（1983年）[6]
- 警察庁刑事局刑事企画課理事官（1985年）
- 内閣法制局参事官（1986年8月18日）
- 警察庁長官官房総務課長（1991年11月5日）
- 警視庁刑事部長（1992年4月1日）
- 埼玉県警察本部長（1995年2月1日）
- 警察庁刑事局長（1996年12月3日）
- 大阪府警察本部長（1999年1月18日）
- 警察庁次長（2000年1月11日）
- 警察庁長官（2002年8月2日）
- 警察庁顧問（2004年8月）
- 警察共済組合理事長（2005年2月）
- ひびき法律事務所弁護士（2011年6月第一東京弁護士会弁護士登録）
- 大日本住友製薬監査役（2011年6月）[7]
- 株式会社LIXILグループ取締役（2011年6月 - ）[8]
- りそな銀行取締役（2014年6月 - ）[9]
- りそなホールディングス取締役 監査委員会委員（2015年6月 - ）[9]
- 株式会社LIXILグループ取締役兼指名委員会委員長兼監査委員会委員（2016年6月 - ）[9]
- りそなホールディングス取締役　指名委員会委員（2017年6月 - ）[9]
- 株式会社ぐるなび取締役（2019年6月 - ）[9]
- 社団法人地方公務員共済組合協議会理事
- 財団法人犯罪被害救援基金監事
- 財団法人公共政策調査会監事
- 縄文アソシエイツ株式会社監査役[10]
- 大日本住友製薬取締役（2013年6月21日 - ）
- 株式会社りそな銀行取締役（2014年6月 - ）[11]
- 一般財団法人浩志会理事
- 日本国際警察協会顧問

## 著書・論文
- 『治安復活の迪』（立花書房）
- 『講座・日本の警察』全4巻（立花書房　共著）
- 『田宮裕博士追悼論集』上巻（信山社　執筆）